# Академија класичног сликарства Универзитета МБ
Академија класичног сликарства је приватни факултет у Београду и део Универзитета МБ.

## Историја
Академија класичног сликарства заснива се на облицима сликарства сачуваним још од периода антике, византије, ренесансе и уметности до почетка 20. века. На њој се изучава сваки елемент класичног ликовног језика појединачно и омогућава да вештином, креацијом и идејом настане дело попут оног које и данас доводи милионе посетилаца у Лувр, Ермитаж, Уфици, Метрополитен, Прадо и др.
Студије класичног сликарства придружују се малом броју чувара ових знања и вредности у Европи и Америци. Сазнања стечена овим програмом су у сваком смислу неопходни темељ и за све друге правце и области ликовних уметности.

## Декани
- Драган Мартиновић, декан од 2015. до 2022.
- Милан Нешић, декан од 2022.